# Marty Robbins
Pour les articles homonymes, voir Robbins.
Marty Robbins est avant tout un chanteur de musique country américain, mais également un acteur, un compositeur et un producteur ainsi qu'un pilote de course automobile de stock-car pour la NASCAR né le 26 septembre 1925 à Glendale (Arizona, États-Unis), décédé le 8 décembre 1982 à Nashville (Tennessee, États-Unis).

## Biographie
En 1982, il est introduit au country Music Hall of Fame.

## Filmographie

### comme acteur
- 1957 : The Badge of Marshal Brennan : Felipe
- 1957 : L'Ultime Chevauchée (Raiders of Old California) d'Albert C. Gannaway : Boyle
- 1960 : Country Music Jubilee (en)
- 1963 : 30 Minutes at Gunsight (TV) : Way Station Master
- 1964 : Ballad of a Gunfighter : Marty Robbins
- 1972 : Moonfire (en) de Michael Parkhurst : Offscreen singer
- 1973 : Guns of a Stranger (en) : Sheriff Matthew Roberts (The Drifter)
- 1977 : That's Country
- 1977 : Spotlight (série TV) : Host
- 1982 : Honkytonk Man : Smoky

### comme compositeur
- 1972 : La Mort de Maria Malibran (Der Tod der Maria Malibran)

### comme producteur
- 1967 : The Road to Nashville (en)
- 1973 : Guns of a Stranger (en)

## Chanteur
- Big Iron, son titre le plus connu dans son album Gunfighter Ballads and Trail Songs mais aussi connu pour apparaître dans Fallout: New Vegas
- A White Sport Coat (en) s'est vendu à plus d'un million d’exemplaires
- El Paso, sorti en 1959, a été numéro 1 et notamment repris par le groupe Grateful Dead
- Don't Worry (en) a été numéro 3
- Saddle Tramp, initialement prévu pour apparaître dans Fallout: New Vegas aussi mais enlevé par les développeurs; aucune raison n'a été fourni
- The Master's Call, titre de Gunfighter Ballads and Trail Songs, sorti en 1959
- Doggone Cowboy, titre le plus connu de son album Return of the Gunfighter, sorti en 1966